# Glyphostoma oliverai
Glyphostoma oliverai é uma espécie de gastrópode do gênero Glyphostoma, pertencente a família Conidae.